# Ralf Bissdorf
Ralf Bissdorf, född den 15 mars 1971 i Heidenheim an der Brenz, Tyskland, är en tysk fäktare som tog OS-silver i herrarnas florett i samband med de olympiska fäktningstävlingarna 2000 i Sydney.